# Primeira Idade
A Primeira Idade é uma produtora de cinema independente portuguesa, sediada em Lisboa.

## Longas-metragens
Destacam-se na sua filmografia a longa-metragem A Metamorfose dos Pássaros, realizada por Catarina Vasconcelos, apresentada mundialmente na 70ª edição do Festival de Cinema de Berlim em Fevereiro de 2020 e escolhida como representante português ao Óscar de melhor filme internacional na edição de 2021 dos prémios Óscar, distinguido com mais de 50 prémios internacionais em todo o mundo, foi o filme vencedor do maior número de Prémios Sophia em 2022 e do Globo de Ouro da SIC para Melhor Filme Português de 2021.. Distribuído a partir de 2022 para todo o mundo em streaming pela Netflix.
Em 2023 estreia mundialmente na seleção oficial do 51º Festival Internacional de Cinema de Roterdão o filme A Primeira Idade, realizado por Alexander David.

## Curtas-metragens de ficção
Produtora de Pátio do Carrasco realizado por André Gil Mata, estreado mundialmente em Janeiro de 2023 na Competição oficial de Curtas e Médias-metragens do 51º Festival Internacional de Cinema de Roterdão. 
Produziu também as curtas metragens de ficção By Flávio realizada por Pedro Cabeleira, que teve estreia mundial no Festival de Cinema de Berlim em Fevereiro de 2022, As Sacrificadas, exibida no Festival Internacional de Curta-Metragem de Clermont-Ferrand, escrita e realizada por Aurélie Oliveira Pernet, Ruby, escrita e realizada por Mariana Gaivão, vencedora do Prémio para Melhor Realizadora do Festival de Curtas metragens de Vila do Conde em 2019 e também exibida no 48º Festival Internacional de Cinema de Roterdão; Não Procures Mais Além, realizada por André Marques; e Coelho Mau, realizada por Carlos Conceição, apresentada mundialmente na secção Semana da Crítica do 70º Festival de Cannes, em Maio de 2017.

## Documentário
No documentário, produziu o filme vencedor do Prémio para Melhor Média-metragem alemã do ano,  Sortes, realizada por Mónica Martins Nunes, que recebeu o galardão das mãos da ministra da cultura da Alemanha, Claudia Roth, na cerimónia de 2022 dos Deutscher Kurzfilmpreis. O filme tivera a sua apresentação mundial em 2021 na localidade suíça de Nyon, no festival Visions du Réel, tendo sido exibido também no Festival de Cinema de Hamburgo. Teve a sua estreia em Portugal no Curtas de Vila do Conde.
A Primeira Idade produziu também o filme vencedor do Prémio DocAlliance 2020 para Melhor Filme, o filme Fantasmas: Caminho Longo para Casa realizado por Tiago Siopa, distinguido também com o Prémio First Lights para Melhor Primeira Obra do 24º Festival Internacional de Cinema de Jihlava na República Checa. 

## Co-produções internacionais
Co-produtora do filme vencedor do Prémio Especial do Júri no Festival de Cinema de Turim, Snakeskin, realizado pelo singapurense Daniel Hui, vencedor do Prémio de Excelência da Secção Novas Correntes Asiáticas do Festival de Yamagata no Japão, e de uma Menção Especial no Festival Rencontres Internationales du Documentaire de Montreal, no Canadá.

## Filmografia
- 2023 - Pátio do Carrasco, realizado por André Gil Mata
- 2023 - A Primeira Idade, realizado por Alexander David
- 2022 - By Flávio, realizado por Pedro Cabeleira
- 2022 - As Sacrificadas, realizado por Aurélie Oliveira Pernet
- 2021 - Sortes, realizado por Mónica Martins Nunes
- 2020 - A Metamorfose dos Pássaros, realizado por Catarina Vasconcelos
- 2019 - Fantasmas: Caminho Longo Para Casa, realizado por Tiago Siopa
- 2019 - Cerro dos Pios, realizado por Miguel de Jesus
- 2019 - Ruby, realizado por Mariana Gaivão
- 2019 - Não Procures Mais Além, realizado por André Marques, em coprodução com Offshore
- 2017 - Coelho Mau, realizado por Carlos Conceição, em coprodução com Epicentre Films
- 2016 - Fado, realizado por Jonas Rothlaender, em coprodução com StickUp Filmproduktion
- 2015 - Acorda, Leviatã, realizado por Carlos Conceição, em coprodução com Mirabilis Produções
- 2014 - Snakeskin, realizado por Daniel Hui, em coprodução com 13 Little Pictures